# Liste der Nummer-eins-Hits in Kroatien (2006)
Diese Liste enthält die Nummer-eins-Alben in Kroatien im Jahr 2006, basierend auf den offiziellen „Top 50 kombiniranih“ der Hrvatska diskografska udruga (HDU). Es wurden außerdem noch getrennte Chartlisten für kroatische und fremdsprachige Alben erhoben.

## Alben
| | Liste der Nummer-eins-Hits in Kroatien | Liste der Nummer-eins-Hits in Kroatien | Liste der Nummer-eins-Hits in Kroatien | 2007 → |
| \| Zeitraum \| Wo. ges. \| Interpret \| Titel \| Zusätzliche Informationen \| \| (Zeitraum, Wochen auf Platz eins, Interpret, Titel, zusätzliche Informationen) \| \| \| \| \| \| ------------------------------------------------------------------------------ \| -------- \| ------------------------- \| ------------------------ \| ------------------------------------------------------------------------------------------------------------------------------------------------------------------------------------ \| \| 1.–9. Woche 9 Wochen (insgesamt 10) \| 10 \| Oliver Dragojević \| Vridilo je \| Das zwanzigste Studioalbum des Sängers seit 1975 hatte die Ehre, das erste Nummer-eins-Album der offiziellen kroatischen Charts der HDU zu sein. \| \| 10. Woche 1 Woche \| 1 \| U2 \| The Best of 1990–2000 \| − \| \| 11. Woche 1 Woche (insgesamt 10) \| 10 \| Oliver Dragojević \| Vridilo je \| − \| \| 12. Woche 1 Woche \| 1 \| Tony Cetinski \| Budi uz mene \| − \| \| 13.–16. Woche 4 Wochen \| 4 \| Edo Maajka \| Stig'o ćumur \| − \| \| 17. Woche 1 Woche \| 1 \| Mišo Kovač \| Ja sam kovač svoje sreće \| Das Album sprang erst in der siebten Chartwoche von Position acht auf eins. \| \| 18.–20. Woche 3 Wochen \| 3 \| Red Hot Chili Peppers \| Stadium Arcadium \| Das in diesem Jahr am längsten als englischsprachiges Album auf der Spitzenposition verweilende Studioalbum der US-amerikanischen Rockband erreichte weltweit die Spitze der Charts. \| \| 21.–31. Woche 11 Wochen (insgesamt 17) \| 17 \| Gibonni \| Unca fibre \| Das siebte Studioalbum des Sängers konnte mit einer Unterbrechung 17 Wochen auf der Spitzenposition verweilen und stellte so einen Rekord auf. \| \| 32. Woche 1 Woche \| 1 \| Jelena Rozga \| Oprosti mala \| Nachdem sie zuvor mit der Band Magazin zehn Jahre lang erfolgreich war, stieg ihr erstes Solowerk sofort auf Platz eins ein. \| \| 33.–38. Woche 6 Wochen (insgesamt 17) \| 17 \| Gibonni \| Unca fibre \| − \| \| 39.–42. Woche 4 Wochen (insgesamt 5) \| 5 \| Oliver Dragojević \| A l’Olympia \| Mit dem im Olympia in Paris aufgenommenen Livealbum erreichte der kroatische Sänger zum zweiten Mal innerhalb eines Jahres die Spitzenposition der Charts. \| \| 43. Woche 1 Woche \| 1 \| Robbie Williams \| Rudebox \| − \| \| 44. Woche 1 Woche (insgesamt 5) \| 5 \| Oliver Dragojević \| A l’Olympia \| − \| \| 45. Woche 1 Woche \| 1 \| Đani Stipaničev \| Kartolina iz Dalmacije \| Das Debütalbum des Sängers erreichte sofort die Spitzenposition, allerdings erst in der neunten Chartwoche, nachdem es zuvor auf Position 15 eingestiegen war. \| \| 46. Woche 1 Woche \| 1 \| J. J. Cale & Eric Clapton \| The Road to Escondido \| Außer in Kroatien und Neuseeland erreichte das Album nirgendwo den ersten Platz. \| \| 47.–48. Woche 2 Wochen \| 2 \| The Beatles \| Love \| – \| \| 49. Woche 2006 – 4. Woche 2007 8 Wochen (insgesamt 17) \| 17 \| Thompson \| Bilo jednom u Hrvatskoj \| Die kroatische Band war die einzige Musikgruppe, die 2006 die Chartspitze erklimmen konnte. \| |                                        |                                        |                                        | |
| |                                        |                                        |                                        | → 2007 → |
| Zeitraum | Wo. ges.                               | Interpret                              | Titel                                  | Zusätzliche Informationen |
| (Zeitraum, Wochen auf Platz eins, Interpret, Titel, zusätzliche Informationen) |                                        |                                        |                                        | |
| 1.–9. Woche 9 Wochen (insgesamt 10) | 10                                     | Oliver Dragojević                      | Vridilo je                             | Das zwanzigste Studioalbum des Sängers seit 1975 hatte die Ehre, das erste Nummer-eins-Album der offiziellen kroatischen Charts der HDU zu sein.                                     |
| 10. Woche 1 Woche | 1                                      | U2                                     | The Best of 1990–2000                  | − |
| 11. Woche 1 Woche (insgesamt 10) | 10                                     | Oliver Dragojević                      | Vridilo je                             | − |
| 12. Woche 1 Woche | 1                                      | Tony Cetinski                          | Budi uz mene                           | − |
| 13.–16. Woche 4 Wochen | 4                                      | Edo Maajka                             | Stig'o ćumur                           | − |
| 17. Woche 1 Woche | 1                                      | Mišo Kovač                             | Ja sam kovač svoje sreće               | Das Album sprang erst in der siebten Chartwoche von Position acht auf eins. |
| 18.–20. Woche 3 Wochen | 3                                      | Red Hot Chili Peppers                  | Stadium Arcadium                       | Das in diesem Jahr am längsten als englischsprachiges Album auf der Spitzenposition verweilende Studioalbum der US-amerikanischen Rockband erreichte weltweit die Spitze der Charts. |
| 21.–31. Woche 11 Wochen (insgesamt 17) | 17                                     | Gibonni                                | Unca fibre                             | Das siebte Studioalbum des Sängers konnte mit einer Unterbrechung 17 Wochen auf der Spitzenposition verweilen und stellte so einen Rekord auf.                                       |
| 32. Woche 1 Woche | 1                                      | Jelena Rozga                           | Oprosti mala                           | Nachdem sie zuvor mit der Band Magazin zehn Jahre lang erfolgreich war, stieg ihr erstes Solowerk sofort auf Platz eins ein.                                                         |
| 33.–38. Woche 6 Wochen (insgesamt 17) | 17                                     | Gibonni                                | Unca fibre                             | − |
| 39.–42. Woche 4 Wochen (insgesamt 5) | 5                                      | Oliver Dragojević                      | A l’Olympia                            | Mit dem im Olympia in Paris aufgenommenen Livealbum erreichte der kroatische Sänger zum zweiten Mal innerhalb eines Jahres die Spitzenposition der Charts.                           |
| 43. Woche 1 Woche | 1                                      | Robbie Williams                        | Rudebox                                | − |
| 44. Woche 1 Woche (insgesamt 5) | 5                                      | Oliver Dragojević                      | A l’Olympia                            | − |
| 45. Woche 1 Woche | 1                                      | Đani Stipaničev                        | Kartolina iz Dalmacije                 | Das Debütalbum des Sängers erreichte sofort die Spitzenposition, allerdings erst in der neunten Chartwoche, nachdem es zuvor auf Position 15 eingestiegen war.                       |
| 46. Woche 1 Woche | 1                                      | J. J. Cale & Eric Clapton              | The Road to Escondido                  | Außer in Kroatien und Neuseeland erreichte das Album nirgendwo den ersten Platz. |
| 47.–48. Woche 2 Wochen | 2                                      | The Beatles                            | Love                                   | – |
| 49. Woche 2006 – 4. Woche 2007 8 Wochen (insgesamt 17) | 17                                     | Thompson                               | Bilo jednom u Hrvatskoj                | Die kroatische Band war die einzige Musikgruppe, die 2006 die Chartspitze erklimmen konnte.                                                                                          |